# Koritnjak (jezero)
Koritnjak je umjetno jezero u Hrvatskoj. Nalazi se u Osječko-baranjskoj županiji, u općini Drenje, u blizini naselja Bučje Gorjansko. Površina iznosi 100 hektara, a dubina jezera je 15 m. Stvoreno je 2012. U jezeru živi ribe, kao što su babuška, crvenperka, deverika, žutooka i uklija.